# Clonony Castle
Clonony Castle (irisch Caisleán Chluain Damhna) ist ein Tower House im Tudorstil im Weiler Clonony, etwa 1,5 km westlich der Stadt Cloghan und etwa 6,5 km östlich der Stadt Banagher im irischen County Offaly.

## Geschichte
Der McCoughlan-Clan ließ Clonony Castle im Jahre 1500 errichten und John Óg McCoughlan gab das Anwesen an den englischen König Heinrich VIII. und dann an Thomas Boleyn, 1. Earl of Wiltshire, als Heinrich dessen Tochter Anne heiraten wollte. Mary und Elizabeth Boleyn, Cousinen zweiten Grades von Königin Elisabeth I., wohnten zeit ihres Lebens in der Burg und ihr Grabstein steht heute noch auf dem Anwesen. Ihr Grab wurde 1803 etwa 100 Meter entfernt von der Burg  entdeckt. Die Inschrift auf der 2,4 Meter × 1,2 Meter großen Kalksteinplatte lautet:

„Darunter liegen Elizabeth und Mary Bullyn, Töchter von Thomas Bullyn, Sohn von George Bullyn, Sohn von George Bullyn, Viscount Rochford, Sohn von Sir Thomas Bullyn Erle aus Ormond und Willsheere.“

1612 bis ungefähr 1620 wohnte Matthew de Renzi (1577–1634), ein Londoner Tuchhändler, der ursprünglich aus Köln kam und laut seinem Grabstein in Athlone das erste englisch-irische Wörterbuch schuf, in der Burg. Er erwarb sie, nachdem die McCoghlans sie im Neunjährigen Krieg verwirkt hatten.
In den Annalen der vier Meister steht geschrieben:

„Ein großer Krieg brach in Dealbhna aus zwischen den Nachkommen von Farrell Mac Coghlan und den Nachkommen der Donnells, in dessen Verlauf James Mac Coghlan, Prior von Gailinne und Roydamna von Dealbhna Eathra, durch einen Schuss getötet wurde, der von der Burg Cluain-damhna abgefeuert wurde.“

## Beschreibung
Der 15 Meter hohe Turm, ein National Monument, ist von Gärten und einem Graben umgeben. Die Burg liegt nur wenige Meilen von der Abtei Clonmacnoise, einem alten Sitz irischer Wissenschaft, entfernt. Auch das Dorf Shannon Harbour und die Städte Cloghan, Banagher und Shannonbridge liegen in der Nähe. Die Burg wird derzeit restauriert und kann kostenlos besichtigt werden. Es gibt keine bestimmten Öffnungszeiten, aber die Eigentümer versuchen, die Burg zugänglich zu halten und bieten Touren an.
Die Burg besitzt alle grundlegenden Details eines Tower House aus dieser Zeit, wie z. B. ein Maschikuli, ein Mörderloch, eine angeschrägte Basis, Gänge in den Mauern, Wendeltreppen, Schießscharten, einen Aborterker und eine Einfriedung. Das erste Obergeschoss war eingestürzt, wurde aber im Rahmen der Restaurierung neu aufgebaut. Auch die Gewölbedecke im zweiten Obergeschoss wurde restauriert. Das Tower House ist drei Stockwerke hoch; der Eingang liegt in der Westmauer und ein Maschikuli liegt darüber. Die Erdgeschossdecke besteht aus einem feuerfesten Gewölbe und eine Wendeltreppe führt zu den oberen Stockwerken. Es gibt Rundbogen- und Kielbogenfenster sowie Fenster mit geradem Sturz. Die Einfriedungsmauer mit ihren beiden quadratischen Ecktürmen und dem Eingang, der ein Wappen trägt, wurde im 19. Jahrhundert restauriert und vermittelt mit seiner Umfassungsmauer und seinen inneren Verteidigungseinrichtungen einen guten Eindruck, wie das Tower House einst ausgesehen haben könnte. Das innere Einfriedungsgebäude vor dem Westeingang scheint ein Bau des 19. Jahrhunderts zu sein.